# Jicotepec
Jicotepec är en ort i Mexiko.   Den ligger i kommunen Motozintla och delstaten Chiapas, i den sydöstra delen av landet, 900 km sydost om huvudstaden Mexico City. Jicotepec ligger 1 361 meter över havet och antalet invånare är 393.
Terrängen runt Jicotepec är bergig söderut, men norrut är den kuperad. Runt Jicotepec är det tätbefolkat, med 343 invånare per kvadratkilometer. Närmaste större samhälle är Huixtla, 16,2 km sydväst om Jicotepec. I omgivningarna runt Jicotepec växer i huvudsak städsegrön lövskog.